# Paolo Ricci (pittore)
Paolo Ricci (Barletta, 22 settembre 1908 – Napoli, 22 maggio 1986) è stato un pittore, politico e giornalista italiano.

## Biografia
Nato a Barletta, vissuto a Napoli, è stato un intellettuale antifascista: pittore, politico, giornalista, critico d'arte e critico letterario. Nel 1929 insieme a Carlo Bernari e Guglielmo Peirce fonda L'Unione Distruttivisti Attivisti (U.D.A), un movimento artistico di ispirazione marxista dadaista. Il suo studio di Villa Lucia è stato un centro della cultura antifascista frequentato da pittori, poeti, scrittori e uomini di teatro (da Alfonso Gatto a Paul Éluard, da Renato Guttuso a Raffaele Viviani), amici per i quali Paolo Ricci spesso si prodiga anche nel suo lavoro di critico. Iscritto al Partito Comunista Italiano, era nel gruppo che accolse Togliatti a Salerno al suo ritorno in Italia nel 1944. Accolse anche il poeta cileno Pablo Neruda in fuga dal suo paese allora sotto una dittatura fascista. Amico fraterno di Eduardo De Filippo, collaborò ad alcune sue opere.